# Edward Robert Hughes
Pour les articles homonymes, voir Hughes.
Edward Robert Hughes (5 novembre 1851 - 23 avril 1914) était un peintre préraphaélite anglais. Ses peintures les plus connues incluent Midsummer Eve et Night With Her Train of Stars.
Il était le neveu de Arthur Hughes et a été l'assistant de William Holman Hunt. Il a aidé ce dernier en travaillant sur la version de La Lumière du monde (The Light of the World) qui est dans la cathédrale Saint-Paul de Londres.

## Biographie
Après avoir décidé de son choix de carrière, Edward Robert Hughes a fréquenté Heatherley School of Fine Art à Londres pour se préparer à l'audition de la Royal Academy School, dont il est devenu étudiant en 1868. Alors que le préraphaélisme a joué un rôle influent dans l'élaboration de son œuvre, l'esthétisme est également visible dans ses peintures.
E.R. Hughes est largement connu pour ses œuvres Midsummer Eve et Night With Her Train of Stars, mais il a également construit une carrière de portraitiste pour les classes supérieures.
E.R. Hughes a été aussi l'assistant de William Holman Hunt, membre fondateur de la Fraternité préraphaélite. Plus tard, Hunt souffrit de glaucome et Hughes apporta une contribution substantielle à un certain nombre de peintures de Hunt. Deux des peintures sur lesquelles Hughes a travaillé avec Hunt étaient La Lumière du Monde, qui est exposée dans la cathédrale Saint-Paul de Londres, et La Dame de Shalott, qui est exposée au Wadsworth Atheneum.

## Œuvres
- Midsummer Eve
- A rainy Sunday
- Evensong
- Heart of Snow
- Night With Her Train of Stars
- La Lumière du monde (The Light of the World)
- Sabbath Morn
- The Nymph Callisto
- The Valkyrie's Vigil
- The Lady of Shalott

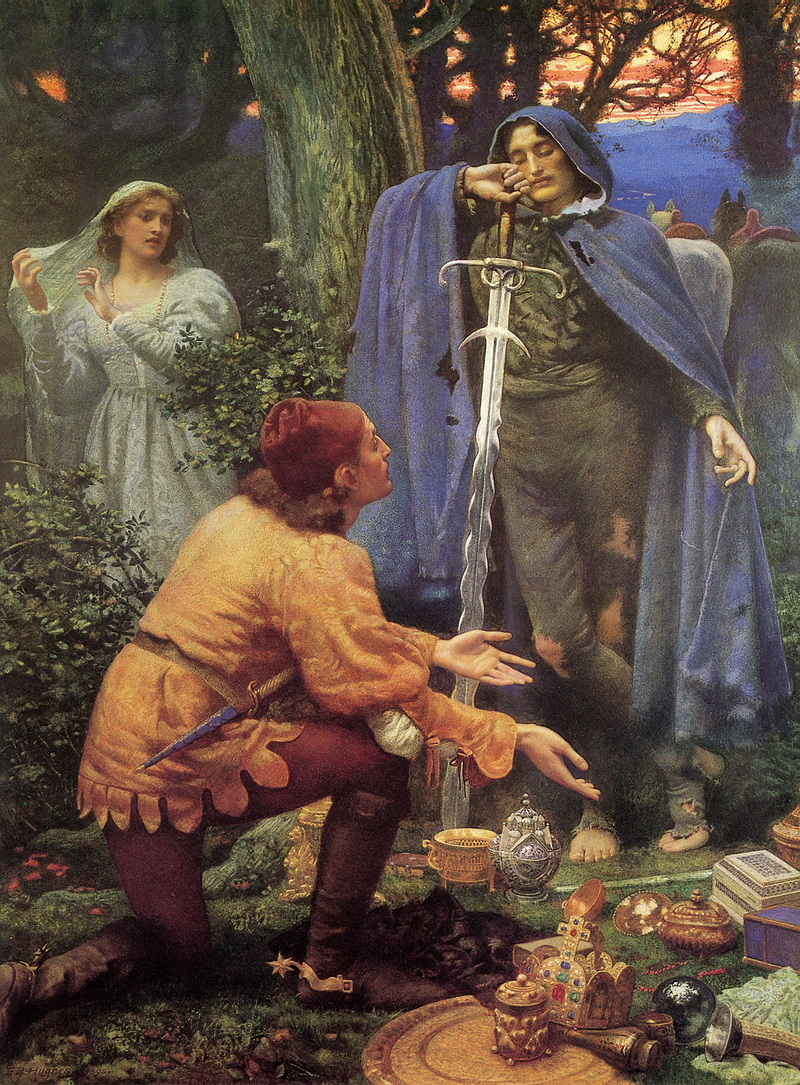
Bertuccio's Bride
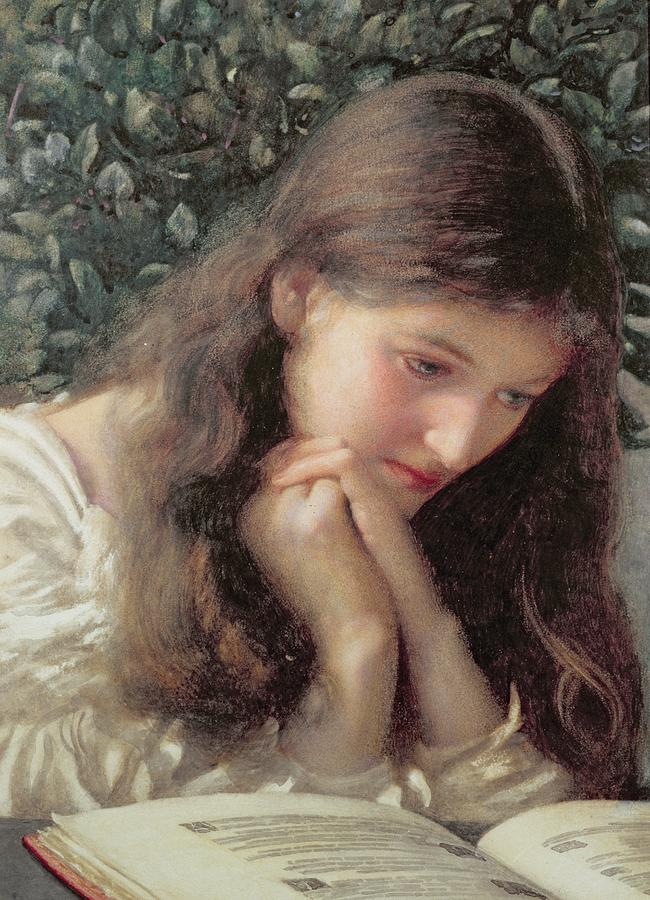
Idle Tears
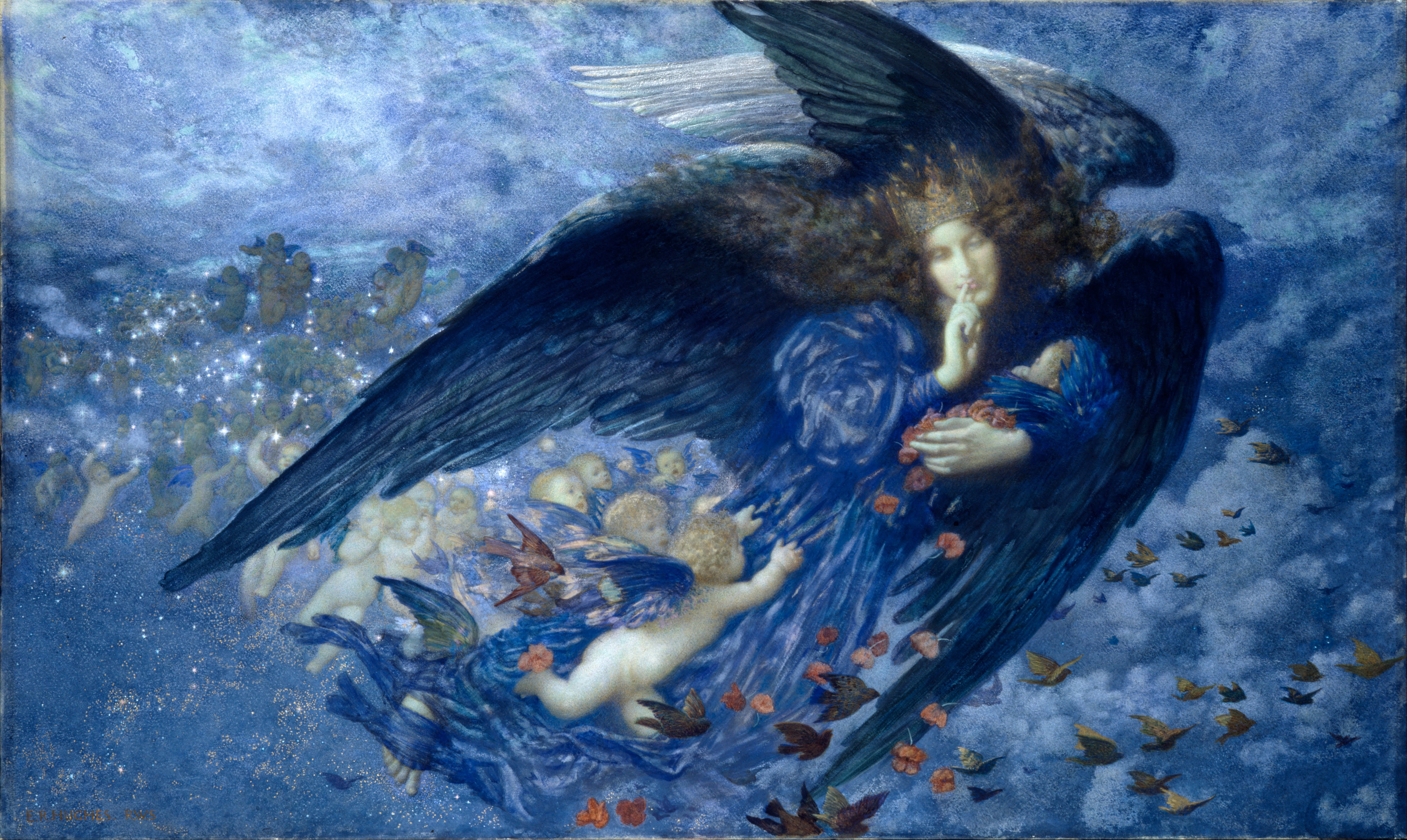
Night with her Train of Stars
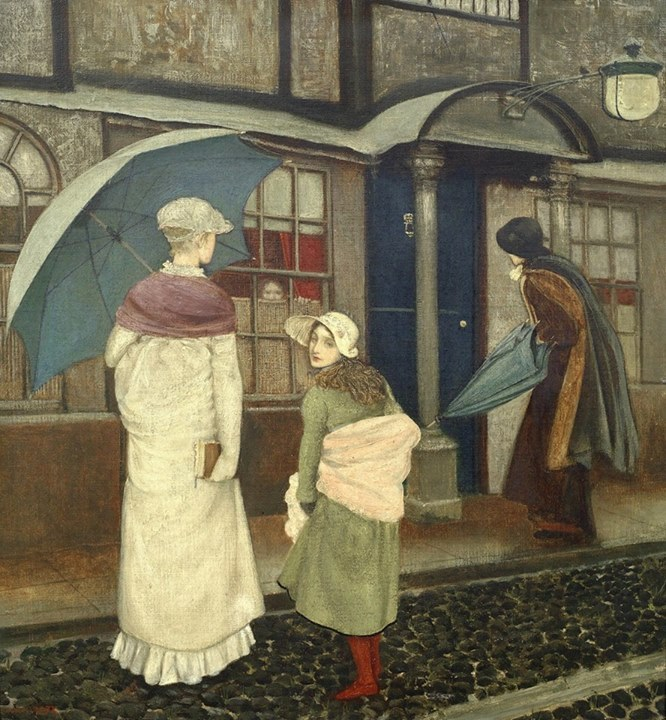
Sabbath Morn
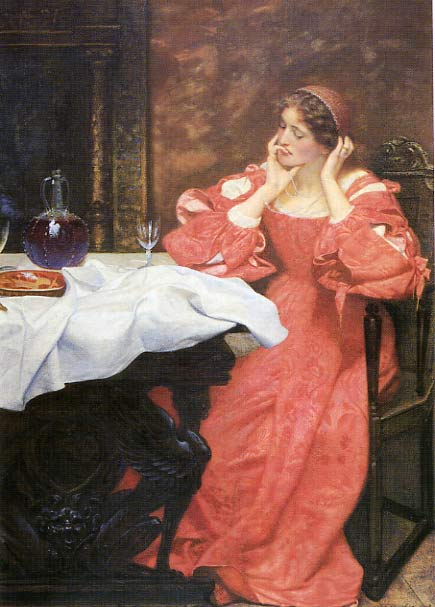
The Shrew Katherina
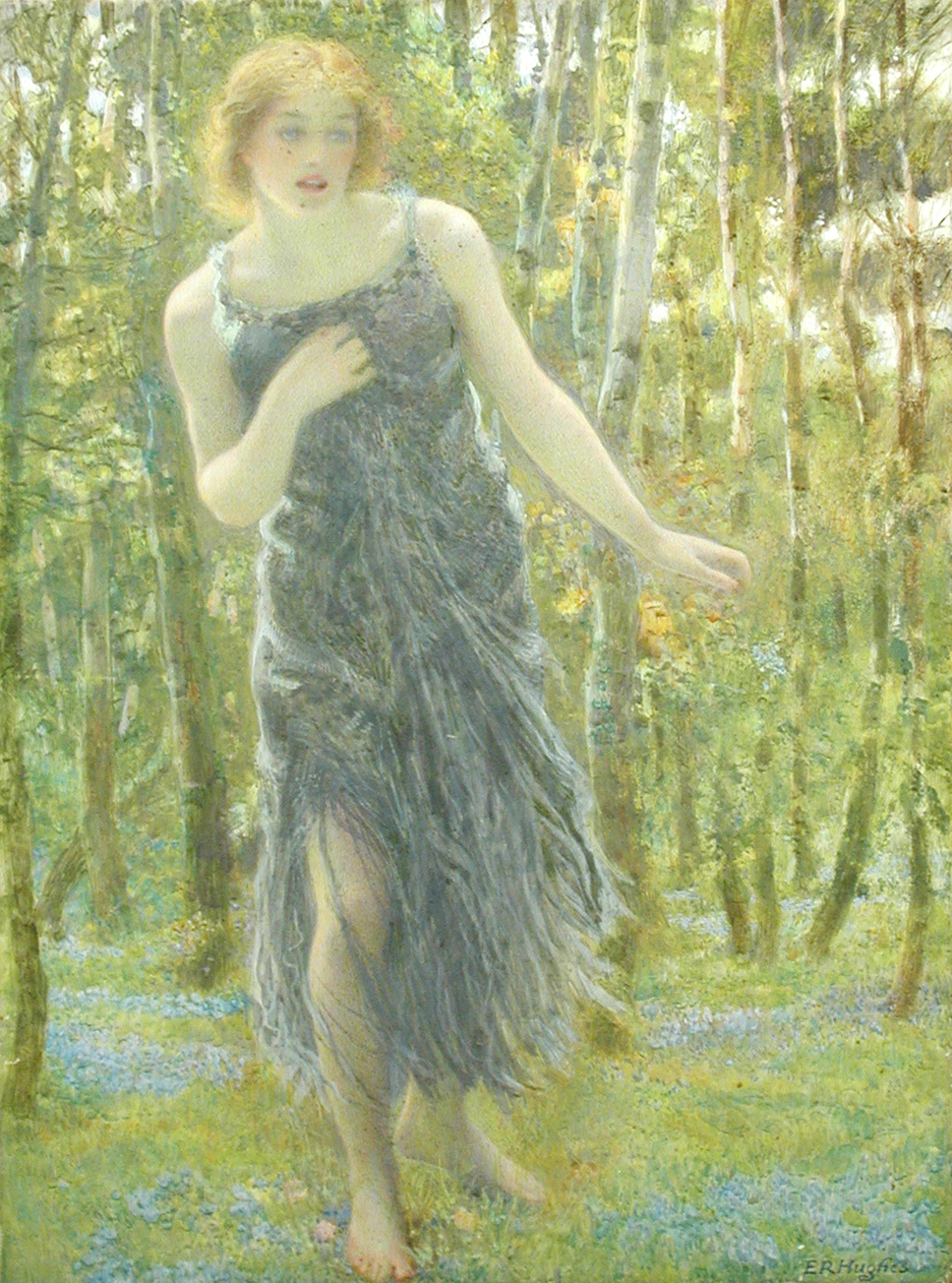
La nymphe Callisto, 1899
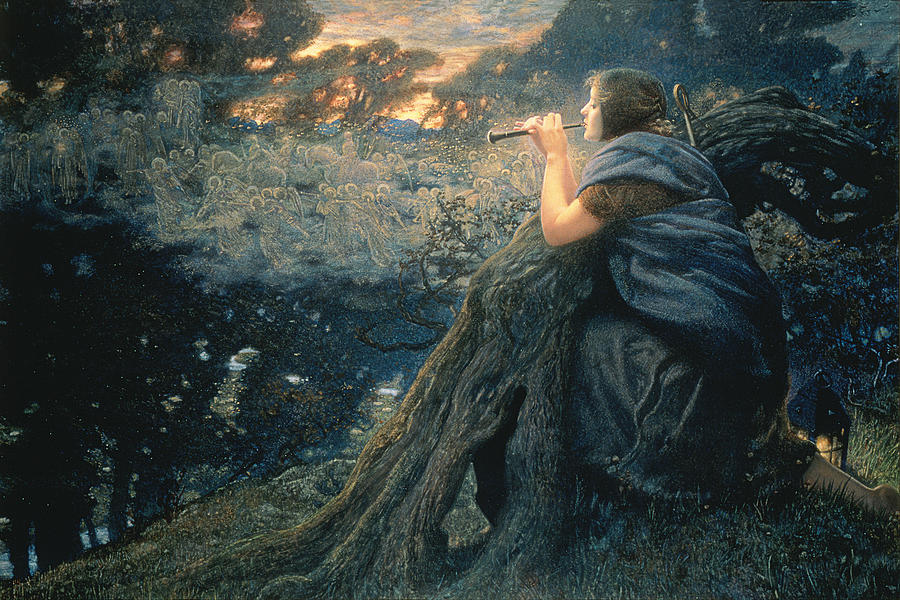
Summer Fantasy.
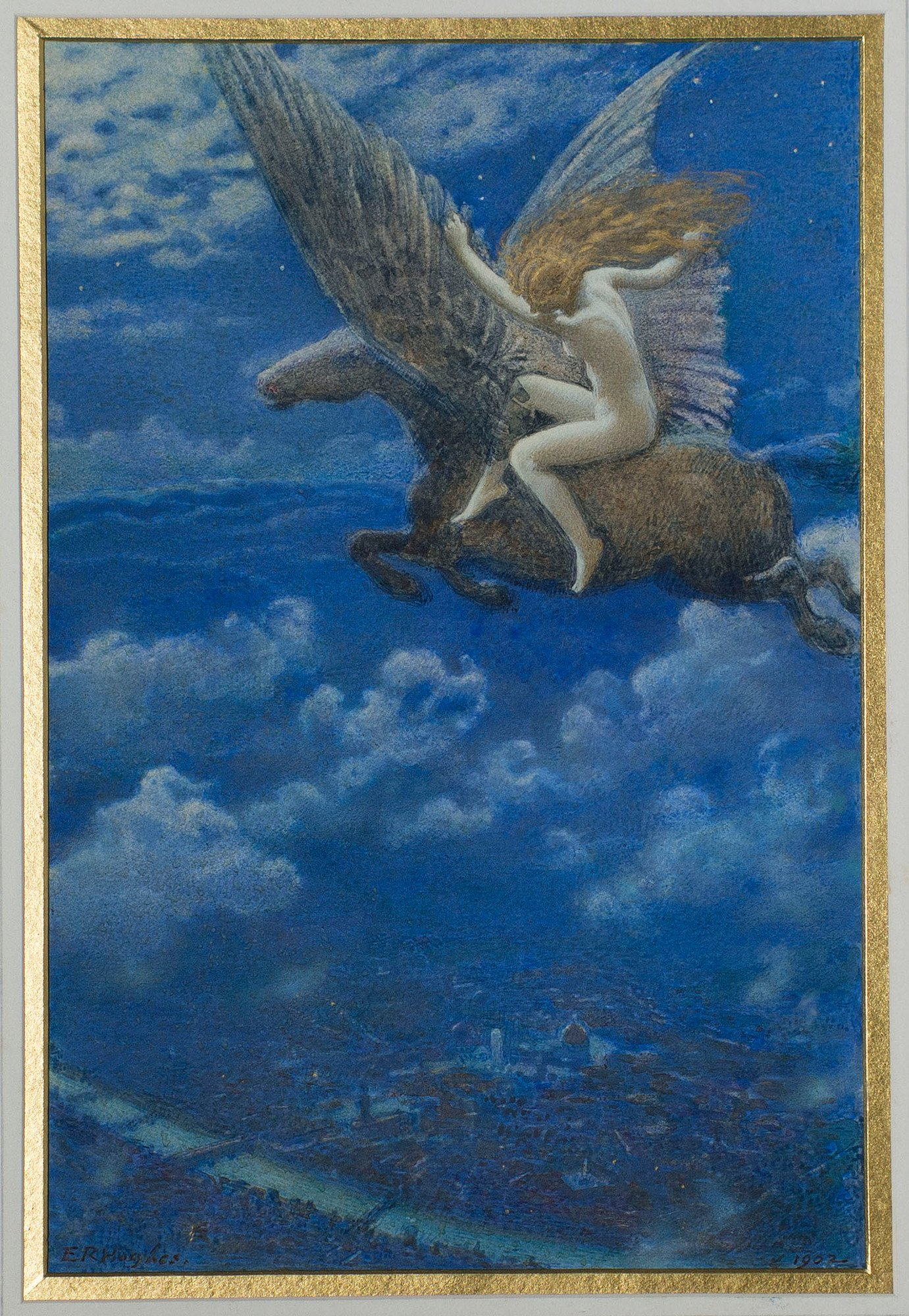
Dream Idyll (A Valkyrie)
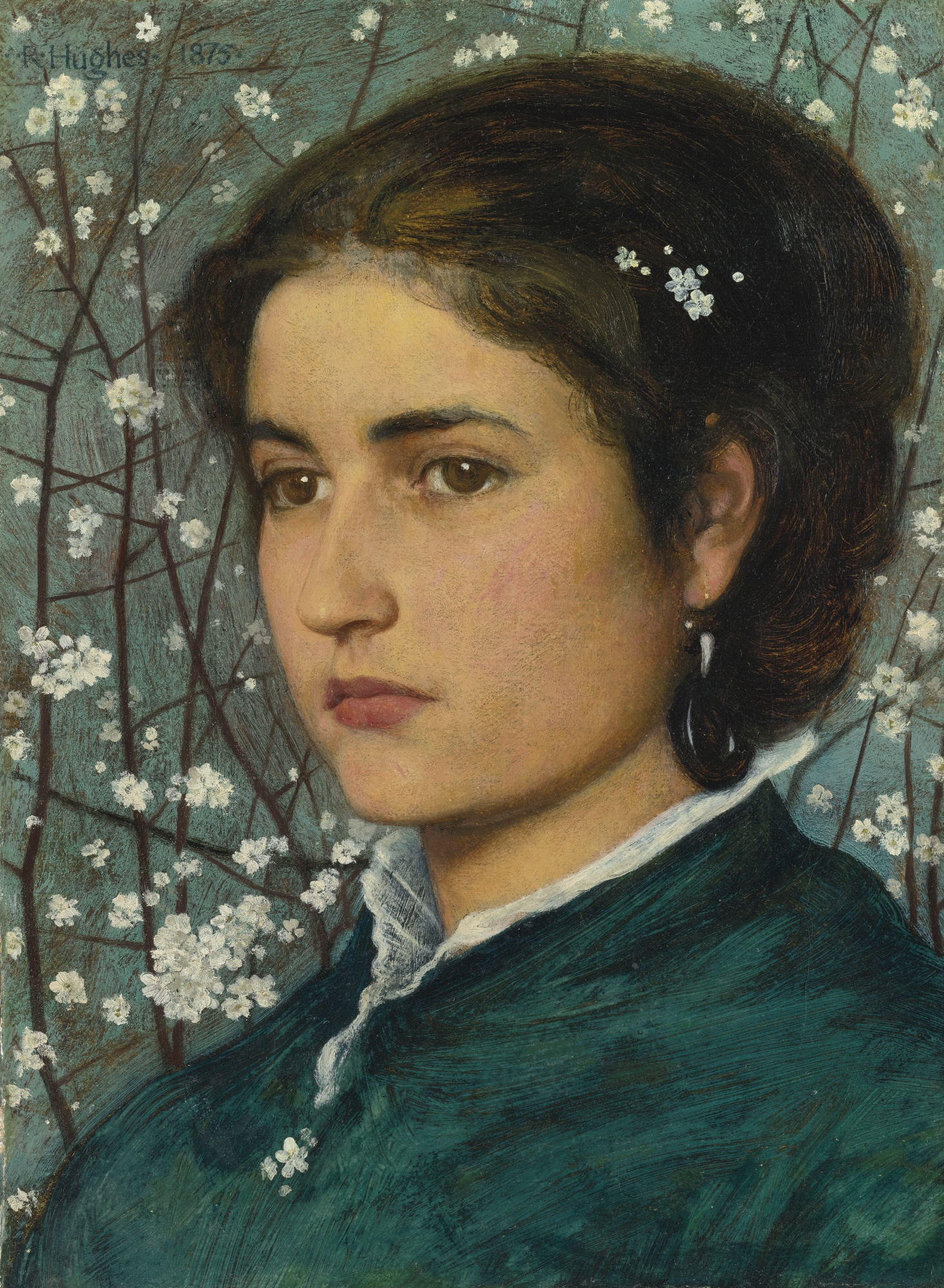
A Young Beauty
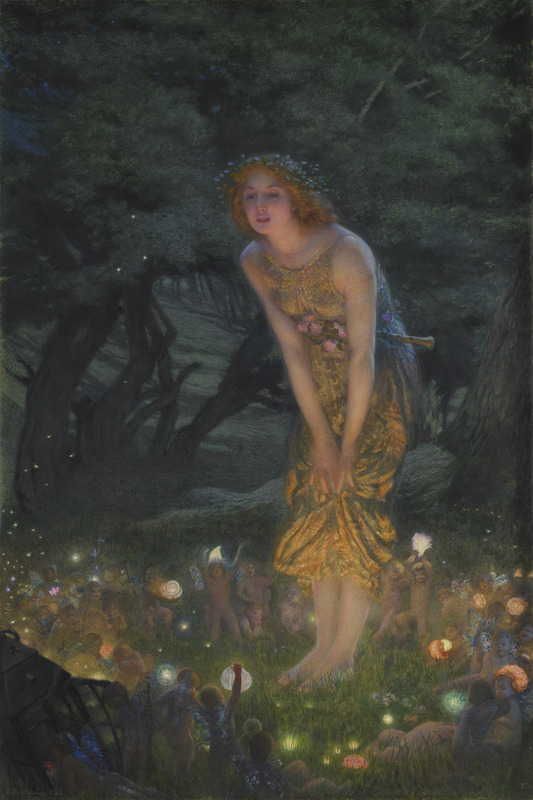
Midsummer Eve, c. 1908